# У Гуаньчжэн
У Гуаньчжэ́н (кит. упр. 吴官正, пиньинь Wú Guānzhèng, род. 18 октября 1938) — китайский политический и партийный деятель, в 2002—2007 гг. член Посткома Политбюро ЦК КПК и одновременно глава Центральной комиссии КПК по проверке дисциплины, член Политбюро с 1997 года (по 2007 г.).
Член КПК с марта 1962 года, член ЦК 13-14 созывов (кандидат 12 созыва), член Политбюро 15 созыва, член Посткома Политбюро 16 созыва.

## Биография
Родился в бедной семье. По национальности ханец.
Окончил энергетический факультет университета Цинхуа, где обучался в 1959-65 гг. на инженера, был комсоргом университета. Окончил аспирантуру того же факультета, в которой обучался в 1965—1968 гг.. Был замглавой парткома университета.
В 1968—1975 гг. работал на уханьском химзаводе «Гэдянь».
В 1975—1982 гг. работал в Уханьском горкоме, в 1982-83 гг. член его бюро. В 1983-86 гг. глава Уханьского горкома КПК и мэр города.
В 1986—1995 годах заместитель, губернатор родной провинции Цзянси и с 1986 года заместитель, в 1995—1997 гг. глава парткома провинции.
В 1997—2002 гг. глава парткома КПК провинции Шаньдун (сменит его Чжан Гаоли), член Политбюро ЦК КПК.
В 2002—2007 гг. секретарь Центральной комиссии КПК по проверке дисциплины. Марк Завадский отмечал в 2003 году, что его считают сторонником Ху Цзиньтао. Александр Габуев указывал У членом шанхайской клики.
В 2011 году Wikileaks опубликовала депешу американского консульства в Шанхае от 5 октября 2007 года, под названием «Мнение Академии Нанкина о политическом насилии в Китае», в которой утверждается, что когда У Гуаньчжэн возглавлял расследование в отношении секретаря парткома Шанхая Чэнь Ляньюя, был убит его (У Гуаньчжэна) сын.
Глава мандатной комиссии 17-го Всекитайского съезда КПК.
В состав ЦК 17 созыва не вошёл из-за возрастных ограничений, ему было к этому моменту 69 лет.